# Hymenicis bubbur
Hymenicis bubbur är en stekelart som först beskrevs av Paul C. Dangerfield och Austin 1995.  Hymenicis bubbur ingår i släktet Hymenicis och familjen bracksteklar. Inga underarter finns listade i Catalogue of Life.